# Triphosa rubrifusa
Triphosa rubrifusa är en fjärilsart som beskrevs av Max Joseph Bastelberger 1909. Triphosa rubrifusa ingår i släktet Triphosa och familjen mätare. Inga underarter finns listade i Catalogue of Life.